# HD 21038
HD 21038，又名BD+40 736，SAO 38809、HR 1026，是一颗恒星，视星等为6.51，位于銀經151.58，銀緯-12.91，其B1900.0坐标为赤經3h 18m 32.2s，赤緯+40° -12.91′ 10″。